# ポップラップ
ポップラップ（Pop-rap）またはヒップポップ（hip-pop）とは、ヒップホップ・ミュージックのリズムに乗ったリリックと、ポップ・ミュージックでよく見られるメロディアスなボーカルやキャッチーなメロディーを融合した音楽ジャンルである。1990年代にメインストリームで人気を獲得した。歌詞は気楽なものが多く、ポップ・ミュージックのサビに似たサビがある。ポップラップの影響とルーツは、Run DMC、LL・クール・J、ビースティ・ボーイズなどの1980年代のヒップホップ・アーティストたちにさかのぼる。

## 特徴
オールミュージックは、ポップラップを「ヒップホップのビートやラップと、スタンダードな構成のポップソングでサビ部分としてフューチャーされることが普通であるような強いフックを持ったメロディとのマリアージュ。」と説明している。また、ポップラップの歌詞はストリートのラップよりも攻撃性が低い傾向がある。だが、1990年代に登場したアーティストの一部は、自分たち自身の分かりやすさに対する反発を和らげるため、よりアグレッシブな姿勢をポップラップに取り入れた。。 音楽ジャーナリストのウィルソン・マクビー（Wilson McBee）はポップラップ・ミュージックを強く批判し、これをヒップホップ・ミュージックであるとして拒絶し、「ポップラッパーは裏切り者だ、商業的期待に応えるためにアーティストとしての信念を曲げた奴だと思われている。もっと悪いことには、そもそも最初からアーティストとしての信念がなく、ただ金儲けのためにラップの社会的・政治的伝統の価値を下げるという罪を犯した奴だ。」と語っている。さらにマクビーはこう語っている。「フロー・ライダーのような奴らにポップラッパーというレッテルを貼ることによって、「ポップラッパー」とただ単に本当に人気があるだけのラッパーの区別があいまいになっている。ヒット曲があるラッパー全員が自動的に裏切り者だというわけでも、ポップラップにタグ付けされて当然というわけでもない。」1990年代のキャッチーなフックを持ったラッパーの一部はポップ・ミュージックと比較されてきたが、マクビーは以下のようにも語っている。
| 「 | 1994年にクーリオの「ファンタスティク・ヴォヤージ」とノトーリアス・B.I.G.の「Big Poppa」の両方が大ヒットした。どちらの曲もイカしたシンセ主体な作りで、キャッチーなフックとパーティーについて歌ったリリックが特徴だ。だが、この2曲は全然違うもので、きょうだいとはとても言えない。クーリオの不格好な歌詞には、中間韻やおもしろいメタファーや詩的なバリエーションがほとんど全然ない。イメージはくたびれて、あいまいで、聞き慣れたものだ。「We’re going to a place where everybody kick it/ Kick it, kick it . . . yeah that’s the ticket.（誰もが楽しくやってるところに行くぜ 力抜いてさ そうさ、それがチケットだ）」。これをビギーのこのビビッドな歌詞と比べてみればいい。「So we can steam on the way to the telly, go fill my belly / A T-bone steak, cheese eggs and Welch’s grape（ホテルに着くまで吸ってよ 腹満たしに行くぜ / Tボーンステーキにチーズエッグにウェルチのグレープ）」。「Big Poppa」のメロディーやビートはポップかもしれないが、それでもなお優れた作詞家でありストーリーテラーであるアーティストの作品なのだ。 | 」 |

ポップラップの歌詞の内容は、愛や恋愛関係など、ポップ・ミュージックのテーマと似たものが多い。

## 歴史

### 起源（1980年代後半と1990年代）

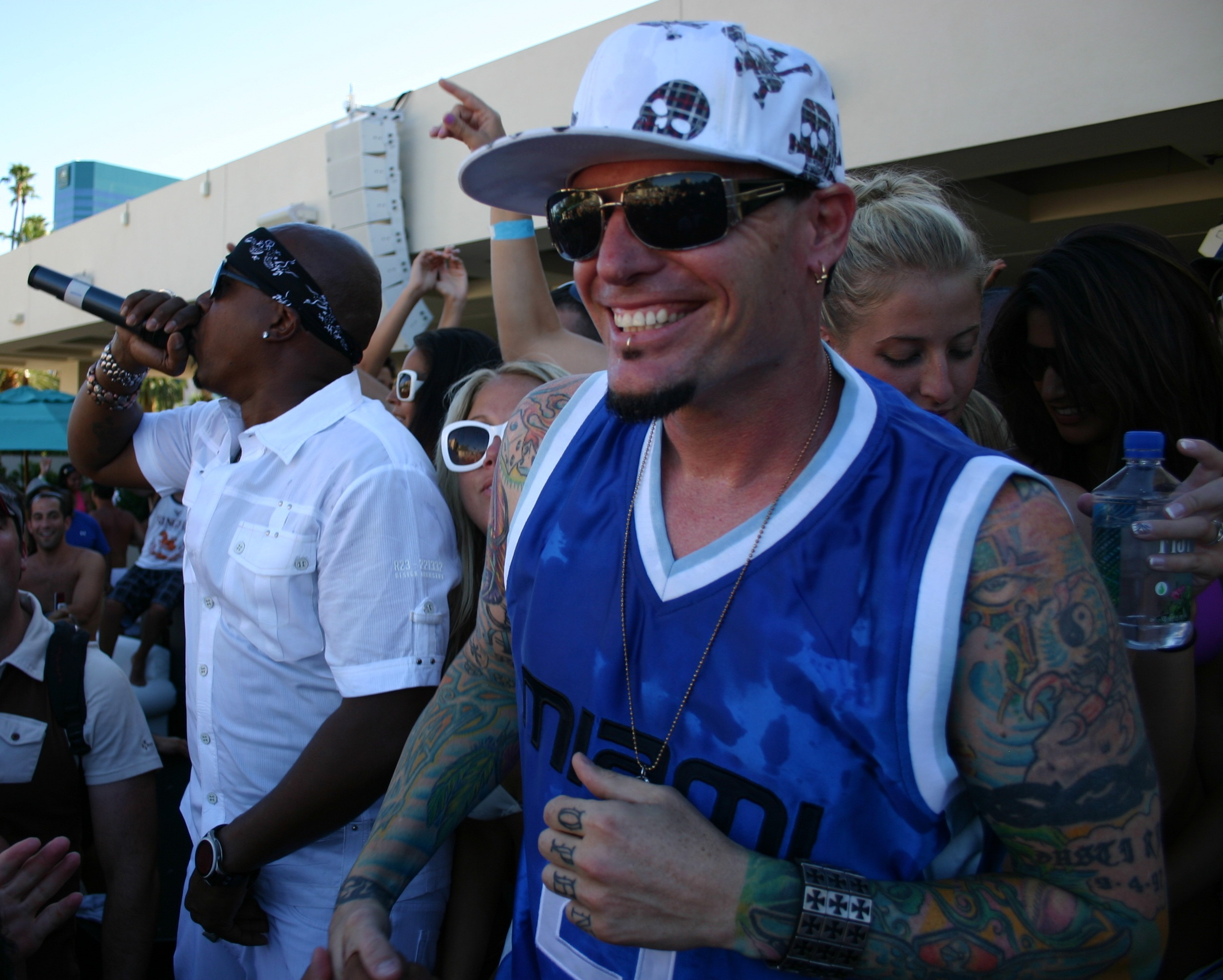
ヴァニラ・アイスと共演するM.C.ハマー、2009年7月。いずれもラップをキャッチーなフックとブレンドした初期のポップラップアーティストと言われている。

1980年代にRun-D.M.C.、ビースティ・ボーイズ、LL・クール・Jを含むラップアーティストたちが突如メインストリームになったことがポップラップの土台や起源となった。LL・クール・Jは1985年のデビューアルバム『レイディオ』で頭角を現した歴史上最初の「ポップラッパー」とされている。MTVはLL・クール・Jの1987年のシングル「I Need Love」を「最初のポップとラップのクロスオーバー・ヒット」だと表現している。その後、トーン・ロック（英語: Tone_Loc）、ヤングMC、ザ・フレッシュ・プリンスなどのラップアーティストたちが、圧倒的人気を獲得する中で、パーティーチューンやストーリーテリング能力に溢れた曲を作っていった。1990年代には、ポップラップはヒップホップ・ミュージックとしても拡大し始め、さらにダンス・ミュージックやリズム・アンド・ブルースとの結びつきも強くなり始めた。
1990年代前半にM.C.ハマーとヴァニラ・アイスがそれぞれ「U Can't Touch This」と「Ice Ice Baby」でメインストリームに進出した。1990年代には、M.C.ハマーなどのスマッシュヒットを飛ばしたラッパーのためにポップラップが有名なヒット曲から「進んで借用しているとしてバカにされる（さらに時には裁判沙汰になる）」ようになった。1990年代の終わりから200年初頭までにはジャ・ルールのようなラッパーがギャングスタ・ラップのテーマを1980年代のポップやソウルのエレメントと融合し、多くのアーティストたちがポップラップシーンを占拠した。

### メインストリームでの成功（21世紀）

#### 2000年代
2000年代前半に、ポップラップはまったく異なるスタイルで復活した[要出典]。そして、アルバム『エレファンク（Elephunk）』からのシングル曲「ホエア・イズ・ザ・ラヴ?（Where Is The Love）」など数々のスマッシュ・ヒットを飛ばしたブラック・アイド・ピーズの成功によりメインストリームに戻った。 同アルバムはアルバムチャートであるビルボード200で14位を獲得し、アメリカレコード協会（RIAA）からダブル・プラチナに認定され、全世界で900万枚以上を売り上げており、そのうちアメリカだけでは320万枚の売上を記録している。2000年代後半には、ドレイク、ウィル・アイ・アム、ニッキー・ミナージュやウィズ・カリファなど、多くのアーティストがポップラップ・シーンに登場した。たとえば、ドレイクのアルバム『Take Care(テイク・ケア)』はトップ40で首位を獲得している。さらに、EP『So Far Gone(ソー・ファー・ゴーン)』は73,000枚を売り上げてビルボード200で最高6位を記録した。第2週には売上36,000枚で9位に落ち、売上枚数は合計で109,000枚となった。『So Far Gone(ソー・ファー・ゴーン)』はEPであるにもかかわらず、2009年に最も売れたラップ・レコードランキングで5位になった。2012年2月現在、同EPはアメリカで639,000枚売れている。同EPは売上が500,000枚を超えたとして2010年7月4日にRIAAからゴールドの認定を受けた。ドレイクのシングル「I'm Goin' In」は同EP発売1週間後にチャートインし最高位40位を記録した。その後同シングルは同EPからのサードシングルとして2009年10月27日にアーバンコンテンポラリーのラジオ局に送付され、17週にわたってビルボード・Hot 100入りを果たした。

#### 2010年代
ドレイクの2010年に発表されたデビューアルバム『Thank Me Later（サンク・ミー・レイター）』は同年年末のチャートで最高16位を記録した。同アルバムはその後アメリカで大ヒット。初週に447,000枚を売り上げて全米ビルボード200で初登場1位を記録し2010年のアメリカの初週売上で第3位を達成した。ビルボードのR&B／ヒップポップアルバムおよびラップアルバムのチャートでも1位になった。第2週には全米ビルボード200の第2位に落ち、売上は157,000枚だった。第3週は2位にとどまり105,000枚を売り上げた。第4週には順位を維持したまま74,000枚を売り上げた。2011年1月9日までに同アルバムはアメリカで127万9,500枚を売り上げている。2012年2月現在、同アルバムはアメリカで155万1,000枚を売り上げている。同アルバムはアメリカでプラチナ認定を受けている。

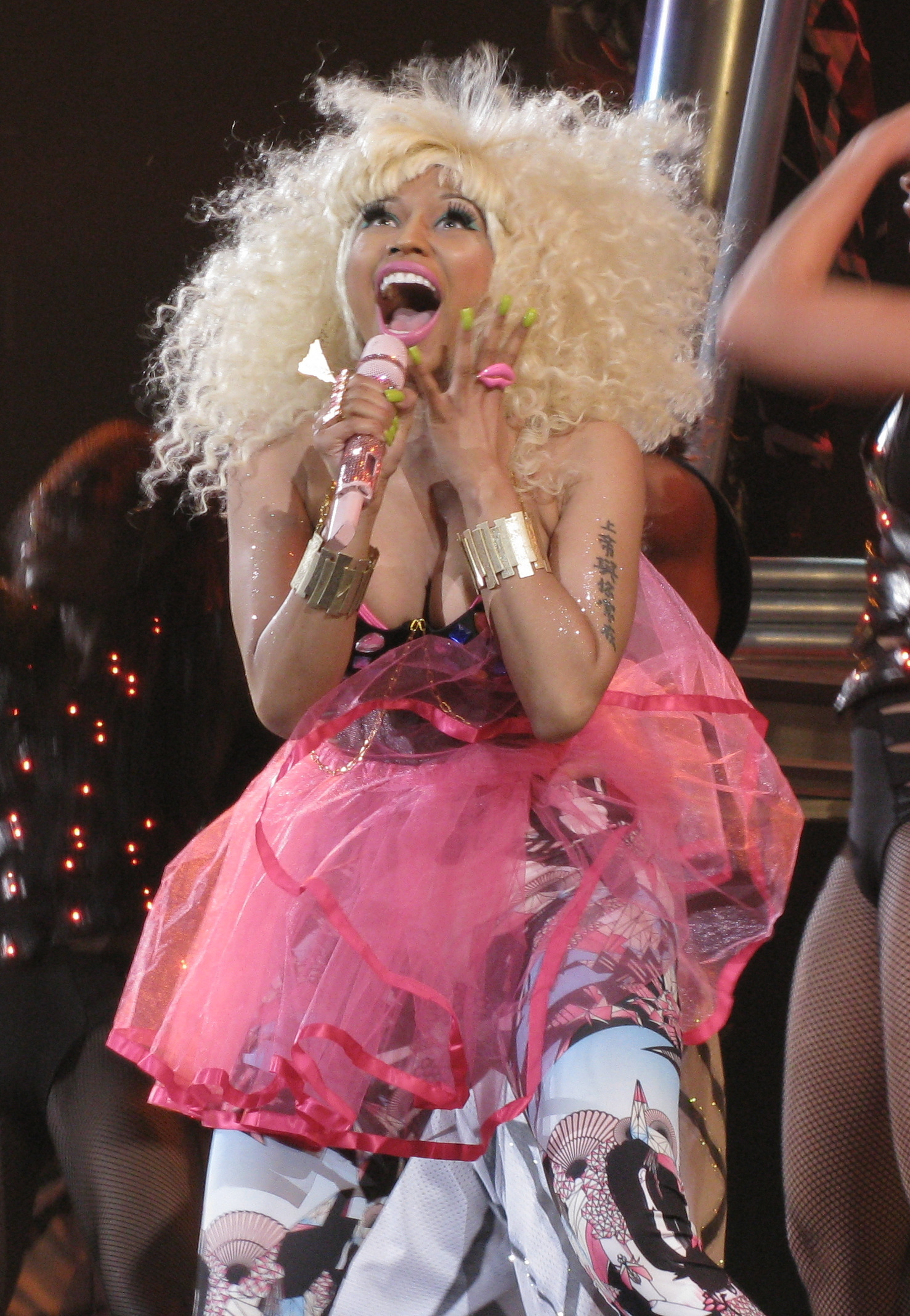
ニッキー・ミナージュ

ニッキー・ミナージュもアルバム『Pink Friday』でメインストリームに進出し、同アルバムは発売1ヶ月後にアメリカレコード協会からプラチナに認定された。2011年1月29日、ニッキー・ミナージュはサタデー・ナイト・ライブにゲストとして登場し、「Right Thru Me」と「Moment 4 Life」をパフォーマンスした。2011年2月9日には『Pink Friday』がチャートイン11週目で全米ビルボード200で1位に到達した。
8月、ニッキー・ミナージュは、デビューアルバムからの最初の正式なシングルとして「Your Love」をリリースした。同シングルはビルボード・Hot 100で最高14位、R&B／ヒップポップソングチャートで最高7位を記録し、ラップソングチャートでは首位を獲得した。ニッキー・ミナージュはMTVの「今年最も熱かったMCたちリスト（Annual Hottest MC List）」に掲載された最初の女性アーティストになり、単独でチャートの1位になった女性アーティストとしては2002年以来初めてになった。2010年10月、ニッキー・ミナージュは7曲が同時にビルボード・Hot 100入りした最初の女性ソロアーティストになった。2010年9月には2枚のシングルをリリース。そのうち1枚はブラック・アイド・ピーズのフロントマンwill.i.amとの共同シングルで「Check It Out」、そしてもう1枚は「Right Thru Me」だった。両曲のミュージックビデオは10月末にリリースされた。「Right Thru Me」はドレイクをフィーチャリングに迎えて2010年12月7日に4枚目のシングルとしてリリースされ、ビルボード ホット100で好成績を残した。最高順位はホットラップソングで第5位。
ニッキー・ミナージュのすぐ後にポップラップで人気を得たのはデヴ（英語: Dev (singer)）である。最初はヒップホップ・デュオのThe Cataracsにメイン・ボーカリストとして参加し、ファーイースト・ムーヴメントのシングル『Like A G6』でアメリカのチャート1位を獲得し、2011年にはソロシングル「Bass Down Low」とインターネットで人気が広がった「In The Dark」で注目を集めた 。デヴは、ヒップホップのスタイルに、フューチャリスティック・エレクトロニカやスワッグ・トーキング（swag talking）、ガイノイド・トーキング（gynoid talking） を組み込んだ新しい波を持ち込んだ。[要出典]
ウィズ・カリファはメジャー・レーベルからリリースした最初のシングル「Black and Yellow」でアメリカにおいて商業的に大成功を収め、ビルボード・Hot 100で1位を獲得し、カナダのシングルチャートでもトップ10以内にランクインした。その後、同曲はデジタル・ダウンロード数が300万を超えたとしてRIAAからトリプル・プラチナに認定された。「Black and Yellow」はAtlanticで出された最初の（全3枚）スタジオアルバムである『Rolling Papers』に収録され、ビルボード200で最高2位を記録し、RIAAからゴールドに認定された。アルバム『Rolling Papers』からの他の3曲のシングル「Roll Up」、「On My Level」（ラッパー仲間Too Short（英語: Too Short）との共作）そして「No Sleep」も全米チャートに入った。2011年、ウィズ・カリファはT-ペインとリリー・アレンと共演した「5 O'Clock」やスヌープ・ドッグとの「Young, Wild & Free』」など、商業的成功が証明された他アーティストたちとの共作を数多くレコーディングし、どちらの曲もビルボード・Hot 10でトップ10以内にランクインした。
2012年にはウィズ・カリファの4枚目のスタジオアルバム『O.N.I.F.C.』のリリースに先行してシングル「Work Hard, Play Hard」と「Remember You」がリリースされ、両曲ともビルボード・Hot 100の75位以内にランクインした[40]。「Work Hard, Play Hard」のリリース後、ウィズ・カリファはシングル「Payphone」でマルーン5と共演し、ビルボード・Hot 100で2位を獲得した 。『O.N.I.F.C.』はアメリカでのリリース後にビルボード200の2位にチャートインし、ビルボードのR&B／ヒップポップアルバムチャートとラップアルバムチャートの両方で首位を獲得した。2013年、ドレイクはアルバム『Nothing Was the Same』をリリースし、同アルバムはRIAAからトリプルプラチナに認定された。2014年にはイギー・アゼリアが「ファンシー」で人気を獲得し、同曲はビルボード・Hot 100で首位を獲得して、RIAAからセプタブル（7倍）プラチナに認定された。アゼリアの曲『Black Widow』はビルボード・Hot 100で最高3位を獲得しRIAAからトリプルプラチナに認定された。ウィズ・カリファとチャーリー・プースの曲「See You Again」はビルボード・Hot 100で首位を獲得した。「See You Again」はRIAAからセクスタプル（6倍）プラチナに認定された。
2018年、ドレイクの曲『God's Plan』がビルボード・Hot 100で首位を獲得した。